# Сан-Джованні-ла-Пунта
Сан-Джованні-ла-Пунта (італ. San Giovanni la Punta, сиц. San Giuvanni la Punta) — муніципалітет в Італії, у регіоні Сицилія,  метрополійне місто Катанія.
Сан-Джованні-ла-Пунта розташований на відстані близько 530 км на південний схід від Рима, 165 км на схід від Палермо, 8 км на північ від Катанії.
Населення — 22 819 осіб (2014).
Щорічний фестиваль відбувається 27 грудня. Покровитель — San Giovanni Evangelista.

## Демографія
Населення за роками:

Станом на 1 січня 2023 року в муніципалітеті офіційно проживало 418 іноземців з 54 країн, серед них 99 громадян країн Євросоюзу та 23 громадяни України.

## Сусідні муніципалітети
- Ачі-Бонаккорсі
- Педара
- Сан-Грегоріо-ді-Катанія
- Сант'Агата-лі-Баттіаті
- Трекастань
- Треместієрі-Етнео
- Вальверде
- Віагранде